# Parque zoológico y botánico de Branféré
El Parque zoológico y botánico de Branféré (en francés: Parc animalier et botanique de Branféré) es un parque zoológico y parque botánico de 40 hectáreas de extensión situado alrededor del Château Branféré en Bretaña, Francia.

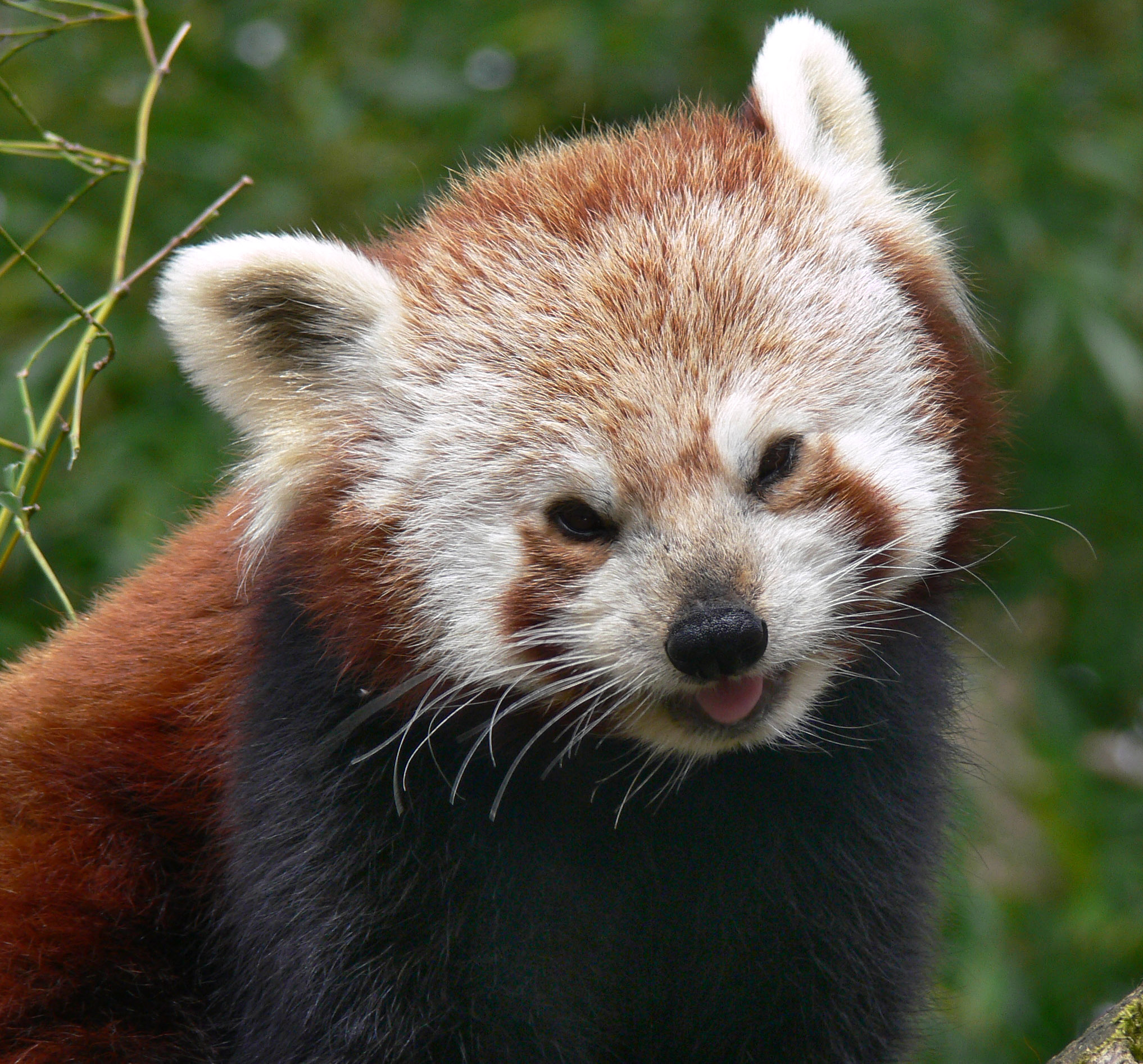
Ailurus fulgens en «El paraíso de grandes y pequeños»

## Localización
Parc animalier et botanique de Branféré Château Colbert, Branféré, Le Guerno Département de Morbihan, Bretaña, France-Francia.
Se encuentra abierto todos los días del año.

## Las especies vegetales
El parque de Branféré cuenta con numerosas especies vegetales y algunas curiosidades botánicas. Entre las cuales un plátano llorón oriental, con una edad de alrededor de 300 años, anchura de 40 m y clasificado "Arbre Remarquable de France" ("árbol notable de Francia") por la « Office national des forêts» (Oficina Nacional de los Bosques).
Alrededor de las alamedas, se cruzan las Sequoia sempervirens, que presentan, además de un tamaño impresionante, la particularidad de guardar su follaje verde a lo largo de todo el año, eucalyptus maculata de hojas azuladas, cipreses calvos de México, entre las raras coníferas que deben perderse sus hojas en otoño o también de liquidambar con notables colores otoñales…
La situación geográfica del parque, localizada a menos de un cuarto de hora del Océano Atlántico, ofrece un clima moderado que permite a la fauna y a la flora adaptarse en un plazo de tiempo relativamente corto.

## Animaciones

### El espectáculo de las aves
El Parque animal y botánico de Branféré propone cada día un espectáculo de pájaros donde se puede ver evolucionar rapaces, pelícanos o también loros…

### La llanura africana
El llano africano agrupa animales de la sabana africana en un espacio de 5 hectáreas como jirafas, órix, órix del Cabo, cebras de Grant, gran Kudú, ñus azules, hipopótamos pigmeos…

### Parcabout®
Parcabout® es un concepto puesto a punto por Cédric Chauvaud, Jean Luc Blain y François Desnoyers. Es una forma de ocio inédita donde el público puede pasear por el parque a una altura de hasta 4 m sobre el nivel del suelo gracias a un sistema de redes. La superficie total de Parcabout en el parque es de 1500 m². Desplazarse por estas redes no requiere ningún equipo especial sino solamente unos zapatos cerrados.

### Los Encuentros de Branféré
Cada año, los Encuentros de Branféré  proponen actividades temáticas culturales y festivas como exposiciones, proyecciones, debates dedicados al medio ambiente. Desde su creación en mayo del 2007, este acontecimiento se inscribe en el marco de la Fiesta de la Naturaleza.